# Alexandru Țitruș
Alexandru Țitruș (n. 3 martie 1922, Uioara, jud. Turda, azi Ocna Mureș, jud. Alba – d. 5 mai 1989, Cluj-Napoca) a fost un virtuoz violonist de muzică populară ardelenească. S-a nascut intr-o familie de lautar maghiar care avea 9 copii, cu care fâcuse o Orchestra cu care cinta la nunti. La 5 ani a inceput sa cinte la tambal si vioara iar la 14 ani a facut primele inregistrâri la Bucuresti. A fost instrumentist la Ansamblul folcloric ,, Doina,, al Armatei, si la Orchestra de Muzicâ popularâ a Filarmonicii de Stat din Cluj unde a si locuit in Piata Mihai Viteazul, la numârul 1. A cintat multi ani in diferite Restaurante din Cluj pe care fermecata sa vioarâ le umplea la maximum : Fetitele vieneze de pe calea Motilor - astazi Restaurantul Transilvania , Continental, Somesul si Metropol care era vis-a-vis de locuint sa. In 1973 si 1975 face turnee in Elvetia cu un succes imens si inregistreaza acolo discuri cu Marcel Cellier. La Concertul de la Victoria Hall din Geneva sala de 1600 de locuri a asistat si M.Sé. Regele Mihai I al României. Dupa Concert patronul unei fabrici de ceasuri din Elvetia si-a scos ceasul de pe mina si i l-a daruit, iar unii critici elvetieni l-au comparat cu George Enescu si cu Paganini. A dat concerte si in SUA, Ungaria, Franta, Olanda, Suedia, Italia.  S-a casatorit la 18 ani. A avut 3 copii, 2 fete si un baiat - si el Sandu ( Alexandru )  instrumentist la Orchestra Operei din Cluj. Una dintre fiice Ioana Osoianu este compozitoare si pianista la Londra. Un violonist, unic, fenomenal, original, un magician al viorii cu un repertoriu de un lirism si de o virtuozitate absolut unice. 5 discuri Electrecord , primul de 6 cintece in 1967 : Un virtuose de l'archet, vol. II - Alexandru Titrus - 15 cantece - 1976.  A fost inmormintat la Cimitirul din Ocna Mureș, din județul Alba.